# Calle de José Ortega y Gasset
La calle de José Ortega y Gasset, denominada originalmente calle de Lista, es una vía urbana del barrio de Salamanca en Madrid (España), que une el paseo de la Castellana y el antiguo paseo de ronda a la altura de la calle de Francisco Silvela. Desde 1955 está dedicada al filósofo José Ortega y Gasset.

## Historia
Eje importante de la zona noreste del Ensanche de Madrid, inicialmente recibió el nombre de calle de Lista, en honor del sacerdote Alberto Lista y Aragón, director de La Gaceta de Madrid y profesor del Colegio Libre San Mateo, que rechazó el obispado de Astorga. Desde 1955, año en que murió José Ortega y Gasset, se cambió su nombre, aunque popularmente siga siendo conocida por Lista, nombre que se conserva en la estación de metro de la línea IV, a la altura del cruce con la calle de Conde Peñalver. 
En el número 25 de la calle de Lista (hoy número 23 de Ortega y Gasset) vivió y murió el político e historiador Francisco Silvela (1843-1905).
En el número 26 de la calle de Lista tuvo su hotel —donde vivió y falleció en 1919— el político Fermín Calbetón.